# Лунка-Апей
Лунка-Апей (рум. Lunca Apei) — село у повіті Сату-Маре в Румунії. Входить до складу комуни Апа.
Село розташоване на відстані 431 км на північний захід від Бухареста, 21 км на схід від Сату-Маре, 112 км на північ від Клуж-Напоки.

## Населення
За даними перепису населення 2002 року у селі проживали 23 особи, усі — румуни. Усі жителі села рідною мовою назвали румунську.